# Passiflora quinquangularis
Passiflora quinquangularis är en passionsblomsväxtart som beskrevs av S.Calderón och J.M.Macdougal. Passiflora quinquangularis ingår i släktet passionsblommor, och familjen passionsblomsväxter. Inga underarter finns listade i Catalogue of Life.